# Boone Carlyle (Lost)

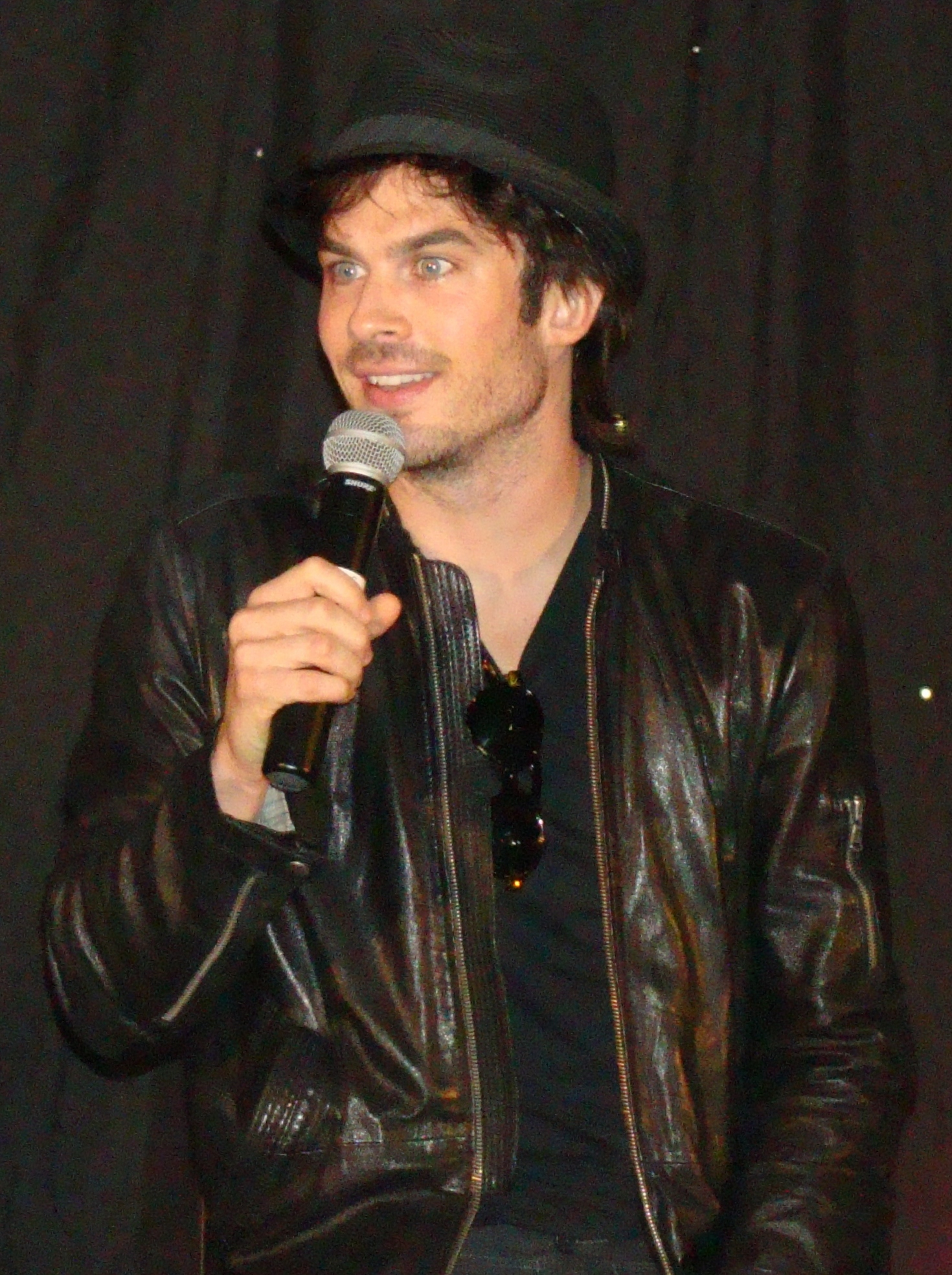
Ian Somerhalder, actorul care îl interpretează pe Boone Carlyle

Boone Carlyle (Ian Somerhalder) este unul dintre personajele principale din serialul de televiziune american Lost. Boone este un personaj contradictoriu, cu o pasiune dusa la extreme, de iubire mai mult decat platonica, pentru sora lui, Shannon. Boone este ucis in primul sezon al serialului, dar mai apare pe parcurs, sporadic, in secventele de viata ale surorii lui.

## Biografie

### Înainte de accident
Boone s-a născut în octombrie 1981. El este fiul Sabrinei Carlyle, femeie bogată, proprietara unei agenții de rochii de mirese. Când Boone are zece ani, mama se căsătorește cu Adam Rutherford, care are o fiica de opt ani, Shannon . Când Boone are douăzeci ani devine directorul general al companiei mamei sale în New York. Boone ține foarte mult la sora sa și cu timpul se îndrăgostește de ea. Când Boone află de dificultățile financiare ale lui Shannon , după moartea tatălui său , îi oferă bani, dar ea nu acceptă .
Boone o "salvează" pe Shannon dintr-o relație în care este bătută ofrind bani prietenului ca să plece, așa cum a făcut și în alte dăți. În septembrie 2004 , el zboară în Australia pentru a oferi 50.000 de dolari noului prieten Bryan ca să o părăsească pe Shannon, Bryan însă îi demonstrează lui Boone că totul este o înșelătorie concepută de el și de Shannon pentru a obține banii. Bărbatul scapă luând cu el și partea lui Shannon . În timpul nopții , Shannon bate la ușa din camera de hotel unde stă Boone și cei doi fac dragoste. A doua zi se îmbarcă împreună pe Oceanic 815 , promițându-și reciproc să uite ceea ce s-a întâmplat noaptea trecută.

### După prăbușire
După accident, Boone încearcă să facă, fără succes. o resuscitare cardiopulmonara lui Rose , folosind cunoștințele pe care pretinde că le-a dobândit pe când era un salvamar, dar Jack îl trimite să caute un pix (pentru o traheotomie) pe care nu-l va folosi . Pe insulă prezența lui Shannon e obsesivă pentru Boone, dar încearcă să se integreze și să fie de ajutor, spre deosebire de sora lui. Atitudinea lui protectoare și gelozia față de relația dintre Sayid și Shannon va afecta relația lor .
Vrând să fie de ajutor încearcă să salveze o femeie de la înec în a șasea zi, însă este purtat de curenți și salvat de către  Jack, iar femeia moare.
Devine un fel de mână dreaptă a lui John Locke, care îl implică în vânătoarea de mistreți, izolându-l astfel de ceilalți supraviețuitori. Contactul cuLocke îl maturizează, astfel va înțelege nevoia de a se detașa de sora lui și de a-și urma propria cale.  În timpul uneia dintre excursiile cu Locke pentru a o găsi pe Claire, care a fost răpită de Ceilalți, Boone găsește din întâmplare o ușă a unei trape. Cei doi încearcă să deschidă ușa, ținând secret descoperirea. Când Boone îi mărturisește lui Locke dorința sa de a dezvălui lui Shannon adevărul, Locke îl droghează , provocându-i o halucinație în care el își vede sora vitregă ucisă de un monstru. Acest exercițiu extra-senzorial i-a servit după Locke pentru a-și rezolva problemele emoționale, și chiar Boone va mărturisi că s-a simțit eliberat la idea unei Shannon moarte.

### Moartea
(EN)
« Boone was a sacrifice that the island demanded. »	(RO)
« Boone a fost un sacrificiu cerut de insulă. »
John Locke
În a 41-a zi după prăbușire, urmărind niște viziuni avute de Locke, cei doi găsesc un Beechcraft agățat într-un copac, neputându-și folosi momentan picioarele, Locke îl roagă pe Boone să controleze avionul. Astfel, Boone se cațără până la avion unde găsește niște cadavere (unul din ele era Yemi, fratele domnului Eko), niște statui ale Fecioarei Maria pline de cocaină și un radio cu care încearcă să trimită o cerere de ajutor la care va răspunde, cum se va afla mai târziu, Bernard Nadler, unul dintre supraviețuitorii din partea inferioară a avionului. Avionul însă pierde echilibrul și cade, strivindu-l pe Boone sub el. Locke, după ce își revine miraculos, îl duce în tabără, unde va muri în timpul nopții, în ciuda eforturilor lui Jack de a-l salva.

### Apariții succesive
După patru săptămâni de la moartea lui Boone, Locke își induce halucinații cu ajutorul drogurilor. Îi apare o viziune în care Boone îl împinge cu scaunul cu rotile prin aeroportul din Sydney spunându-i că trebuie să ajute pe cineva. La sfârșitul halucinației, găsește bastonul lui Eko, iar Boone , de data asta plin de sânge, îi spune că trebuie să-și limpezească gândurile.
Boone mai apare în două flashback-uri: în Abandonul, în amintirile lui Shannon la înmormântarea tatălui ei și în  Exposé în amintirile lui Nikki și Paulo din aeroport și primele zile după accident.

### În realitatea paralelă
În al șaselea sezon, explozia bombei a creat o realitate paralelă în care zborul Oceanic 815 a aterizat în Los Angeles în 2004, iar insula s-a scufundat în ocean. În această realitate Boone se întoarce din Sydney fără Shannon. La sfârșitul sezonuolui se întâlnește cu ceilalți supraviețuitori într-un fel de purgatoriu, nu o realitate paralelă.

## Episoade dedicate lui Boone
| Sezon | Titlu în română     | Titlu original   |
| ----- | ------------------- | ---------------- |
| 1     | Rațiune și simțire  | Hearts and Minds |
| 1     | Exodul, prima parte | Exodus: Part 1   |